# ヤザタ
ヤザタ (Yazata) とは、ゾロアスター教において崇拝される中級の善神の総称。
その名はアヴェスター語で「崇められるに値する者」を意味する。パフラヴィー語ではヤズド  (Yazd) と呼ばれる。
その多くはインド・イラン共通時代の多神教に由来する自然神で、ゾロアスター教神学においては、アムシャ・スプンタより低位であるとされる。
ヤザタは人間に祀られる事を常に欲しており、また、祀られる事によって人間に恩恵を与えると言う。こうした性格はインドのデーヴァと共通しており、ゾロアスター教に取り入れられてなお古い多神教時代の性格を色濃く残していると言える。

## 主なヤザタ
- アータル
- アープ
- ウルスラグナ
- スラオシャ
- ティシュトリヤ
- ハオマ
- フワル・フシャエータ
- ミスラ
- ラシュヌ
- アナーヒター